# Clytho aurulenta
Clytho aurulenta là một loài ruồi trong họ Tachinidae.